# جوستين هاميلتون
جوستين هاميلتون (بالإنجليزية: Justin Hamilton)‏ مواليد 1 أبريل 1990، هو لاعب كرة سلة أمريكي يلعب مع فريق مينيسيوتا تيمبر وولفز في الرابطة الوطنية لكرة السلة ويحمل الرقم 41. يبلغ طوله 7 قدم 0 بوصة (2.1 م).

## فرق لعب لها
- شارلوت هورنتس
- ميامي هيت
- مينيسيوتا تيمبر وولفز

## روابط خارجية
- جوستين هاميلتون على موقع إن بي أي (الإنجليزية)
- جوستين هاميلتون على موقع سبورتس رفرنس (الإنجليزية)
- جوستين هاميلتون على موقع الدوري الإسباني لكرة السلة (الإسبانية)
- جوستين هاميلتون على موقع كرة السلة الأوروبية.كوم (الإنجليزية)
- جوستين هاميلتون على موقع إي إس بي إن.كوم (الإنجليزية)
- جوستين هاميلتون على موقع كلية كرة السلة في سبورتس رفرنس.كوم (الإنجليزية)
- جوستين هاميلتون على موقع ريلجم (الإنجليزية)
- جوستين هاميلتون على موقع بروبوليرز (الإنجليزية)
- جوستين هاميلتون على موقع سبورتس رفرنس (الإنجليزية)
- جوستين هاميلتون على موقع سبورتس رفرنس (الإنجليزية)